# Рамат-Трамп
Рамат-Трамп (ивр. רמת טראמפ‎ — «возвышенность Трампа») — населённый пункт на Голанских высотах, на спорной территории. С точки зрения административно-территориального деления Израиля, входит в состав Северного округа. Располагается к востоку от посёлка Кела-Алон и в непосредственной близости от так называемой «Нефтяной дороги».
Назван в честь президента США Дональда Трампа, который в 2019 году объявил о признании США израильского суверенитета над Голанскими высотами. Это первый после мошава Кфар-Труман случай, когда Израиль даёт населённому пункту имя в честь действующего президента США. На первом этапе строительства планируется возвести 110 домов. В июне 2020 года правительство Израиля одобрило выделение 8 миллионов израильских новых шекелей (около 2,3 миллиона долларов) на финансирование поселения. 4 июля 2020 года рядом со входом в Рамат-Трамп был установлен мемориал в честь президента Дональда Трампа, со скульптурной композицией орла стоящего перед менорой. Первые поселенцы начали прибывать в апреле 2021 года.